# Dun schaduwmos
Dun schaduwmos (Hyperphyscia adglutinata) is een korstmossoort uit de familie Physciaceae.

## Determinatie
Dun schaduwmos is een placodioid korstmos. Het thallus is ± 2 mm dun en variabel van kleur; doorgaans is het grijs (in droge toestand) tot grijsgroen (in vochtige toestand). Aan de rand heeft het smalle (0,5 mm brede) in elkaar overvloeiende lobben die eveneens zeer variabel van kleur kunnen zijn, vaak van geelgrijs tot bruingrijs. De diameter van het thallus is 15–20 cm en het ligt dicht op het substraat. Het oppervlak heeft soralen, die naarmate de tijd vordert in aantallen toenemen en uiteindelijk het hele oppervlak bedekken. Apotheciën zijn zelden aanwezig; het zijn blauwe tot zwarte schijfjes van 0,5–1 mm diameter met een duidelijke grijze rand. Ze zijn meestal afwezig. De ascosporen zijn bruin en tweecellig.

## Ecologie
Dun schaduwmos groeit zowel epifytisch als epilitisch op eutrofe substraten. Het komt veel voor op geëutrofieerde schors op stammen, takken en twijgen van zowel jonge als oude laanbomen, solitaire bomen en bomen aan bosranden. Meestal betreft het loofbomen, soms ook op de bast van naaldbomen. Epilitisch is dun schaduwmos vooral te vinden op geëutrofieerde steen van muren, grafzerken en graniet van dijken.

## Verspreiding
Dun schaduwmos kent een groot verspreidingsgebied dat zich uitstrekt over Noord-Amerika, Zuid-Amerika, Europa en Oost-Afrika. In Nederland is dun schaduwomos zeer algemeen en neemt door klimaatverandering in aantal toe.

## Naam
De soortaanduiding adglutinata betekent 'aanliggend' of 'vastgeplakt'.